# Element
Element（先前曾名為Riot與Vector）是一個以Matrix協定為基礎的开放源代码自由软件，以Apache授權條款2.0授權。因為其使用了互聯的Matrix協定，Element讓使用者可以選擇要連線的伺服器。
另外，Element也支援端到端加密、群組、頻道與檔案分享，註冊時也不需要電話號碼。並提供网络应用程序、所有主要操作系统的應用程式以及Android與iOS行動應用程式。應用程式開發主要由New Vector Limited公司完成，其同時也參與了Matrix協定的開發。

## 技術
Element是以Matrix React SDK建構，這是一套以React為基礎的软件开发工具包，可以簡化Matrix客戶端的開發。Element多以網路技術建構而成，也會使用Electron（一套可以將網路應用程式轉換為桌面應用程式的軟體框架）製作在Windows、MacOS與Linux上的桌面客戶端。Android與iOS客戶端則是使用各自的平臺工具開發與散佈。
在Android上，於Google Play與僅有自由軟體的F-Droid上均有提供，但並不完全相同。舉例來說，F-Droid上的版本並未使用專有的Google云消息传递外掛程式。

## 歷史
Element在2016年7月釋出Beta版曾被名為Vector。而在同年9月重新命名為Riot。並在11月首次實作了Matrix的端到端加密，並以測試功能向使用者推出。
2019年4月，官方於Google Play上釋出了新版的應用程式，藉此解決伺服器金鑰洩露的問題。開發者建議所有使用Google Play版應用程式的使用者都應盡快更新。
2020年7月，Riot再度被重新命名為Element。

## 功能
Element因為能夠透過Matrix將其他通訊橋接至應用程式上而聞名，如IRC、Slack、Telegram與其他通訊軟體。同時也整合了透過WebRTC傳輸的點對點音訊與視訊聊天及群組聊天。由於可以自行建立應用程式與其背後的聊天伺服器，所以Element常被倡導隱私權的人推薦。

## 反應
因為Element是最成熟的客戶端，所以通常會推薦新使用者從Element開始，就算是想要開始新的開發專案也是如此。在媒體中，它有時候會被視為Slack或其他即時通訊客戶端的替代品。一般來說，Riot在開放原始碼與自由软件社群中最受歡迎，這通常是因為其互聯的本質。而在Matrix平臺上也有很多Linux发行版與密碼貨幣的聊天室。